# Butyrophenon
Butyrophenon ist eine aromatische organisch-chemische Verbindung und gehört zu den Ketonen. Es ist die Ausgangsverbindung der Butyrophenone.
Es lässt sich durch Friedel-Crafts-Acylierung von Benzol mit Butyrylchlorid herstellen. Als Katalysator fungiert dabei die Lewis-Säure Aluminiumchlorid (AlCl3).
Einige seiner Derivate sind häufig eingesetzte Neuroleptika, wie zum Beispiel Haloperidol, Droperidol und Melperon. Ihre Wirkung beruht auf einer Hemmung von (D2)-Dopamin-Rezeptoren.